# 濮德培
濮德培（英語：Peter C. Perdue，1949年—），美國作家和歷史學家，耶魯大學中國歷史系教授。

## 生平
毕业于哈佛大學歷史和東亞語言的博士學位。主要研究興趣在於現代中國和日本的社會史、經濟史、邊疆史和世界歷史，撰寫过關於中國糧食市場，農業發展和環境歷史的文章。2007年當選美國文理科學院院士。

## 著作
他出版過兩本廣受好評的書：Exhausting the Earth: State and Peasant in Hunan 1500-1850 A.D（《疲憊的大地：1500-1850年間國家與湖南的農民》）和China Marches West: The Qing Conquest of Central Eurasia（《中國西征：清朝對歐亞大陸腹地的征服》）。後者獲得2007年列文森图书奖，中譯本《中國西征：大清征服中央歐亞與蒙古帝國的最後輓歌》于2021年1月27日由讀書共和國及衛城出版社出版。

## 外部連結
- WorldCat 聯合目錄中濮德培的著作或與之相關的著作